# オートマット (絵画)
『オートマット』（Automat）は、アメリカ合衆国の画家エドワード・ホッパーによる1927年の絵画。オートマットとは自動販売機による軽食の販売摂食施設のことである。

## 概要
絵は71.4cm×91.4cmで、キャンバスに油彩で描かれている。絵は最初、1927年のバレンタインデーにニューヨークのレーン・ギャラリーズ（Rehn Galleries）で、ホッパーの2回目の個展の開幕とともに展示され、4月までに1,200ドルで売られた。現在は、アイオワ州デモインのデモイン・アート・センター（Des Moines Art Center）が所有している。

## 作品の構成
夜のオートマットでコーヒーカップのなかをじっと見つめる女性が描かれている。画面の殆どを占めるほどの大きな窓が背景にあり、夜のせいで黒くなり店内の天井から下がる、2列の照明器具の反射像が奥へと伸びている。この女のモデルはホッパーの妻ジョーであるが、ホッパーは女をより若くするために（1927年にジョーは44歳であった）顔も体つきも変えていて（実際はジョーは豊満な体つきであった）、ある批評家は絵の女を「『少年らしい』（すなわち、胸が平ら）」と記述している。